# 八尾市立曙川中学校
八尾市立曙川中学校（やおしりつ あけがわちゅうがっこう）は、大阪府八尾市山本町南八丁目にある公立中学校。 2012年9月まで昭和30年代に建設が流行していた円形校舎が現存した。

## 概要
八尾市の中央あたり、近鉄山本駅の南側、高安駅を挟んで大阪外環状線の西側と楠根川の東側を校区としている。 
開校当時は、現在の曙川小学校に併設され、現在地よりかなり南側に位置していた。その後の市町村の合併・校舎移転と校区分割を経て、学校名の由来となった旧曙川村地域からは中田二丁目を除いて離れた。
曙川村の八尾市への合併後の1958年に現在の校区域を編入し、その地域内（現在地）に移転した。そこには当時流行していた円形校舎が建てられた。4階建ての建物で、内部に螺旋階段がある。また、青色に塗られたドーム型の屋根も特徴である。この建物は度重なる補修を受けて使用されてきたが、2012年9月に解体工事が始まった。 
移転当初は北隣の南山本小学校以外は周りに何もない田園地帯だったが、すぐにまわりに住宅地が造成された。それに伴い生徒数が増加し、円形校舎の南と北に順次校舎が、東に職員室棟が増築された。
北隣に南山本小学校があるが、そこにも円形校舎があったが、2014年度中に解体された。建築年はわずか1年違いだが、建築様式・構造は完全に異なっている。
本校は「合唱」が非常に盛んであり、学級対抗で合唱コンクールを行っている。また、各種団体が主催する（大阪府レベルの）音楽会・合唱コンクールにたびたび出場し、賞を獲得している。

## 沿革
- 1947年4月21日 - 中河内郡曙川村立中学校として創立。八尾木787番地・曙川村立小学校内に併設。
- 1955年4月 - 曙川村が八尾市に合併。八尾市立曙川中学校となる。
- 1958年4月 - 校区として､南山本地区（現在の校区域）を編入。
- 1958年6月 - 現在地に校舎（円形校舎）が完成・移転し、授業開始。
- （この間、順次南校舎・北校舎・プール・体育館が竣工。）
- 1977年4月 - 校区南側（創立当初の校区）に、八尾市立曙川南中学校が分離開校。
- 1982年4月 - 職員室棟が完成。
- 1991年11月 - 図書室を円形校舎4階から南校舎1階に移設。
- 1992年3月 - 円形校舎4階にコンピューター室完成。
- 2001年12月 - 校舎の耐震補強工事完成。
- 2012年9月 - 円形校舎の解体工事が始まる。
- 2014年6月 - 新校舎完成。

## 通学区域
- 南山本小学校と高安西小学校の通学区域。

## 交通
- 近鉄大阪線 高安駅 西へ約700m。

## 著名な出身者
- 奈美悦子 - 女優、タレント
- 山本明 - 歌手
- 水本健一（span!）- お笑い芸人
- Aine（MAY-DOG）- ミュージシャン
- M00NR0CK（MAY-DOG）- ミュージシャン
- 青木崇高 - 俳優
- 森岡利行 - 映画監督

## クラブ
- サッカー部
- 野球部
- テニス部
- 陸上部
- 男子バスケットボール部
- 女子バスケットボール部

- バレーボール部
- 卓球部
- バドミントン部
- 水泳部
- 野外活動部
- 音楽部
- 美術部